# Крип'якевич Іван Петрович
Іва́н Петро́вич Крип'яке́вич (Крипякевич; псевдоніми — Холмський Іван, І. К.; 25 червня 1886, Львів — 21 квітня 1967, там само) — український історик, академік АН УРСР, професор Львівського державного університету імені Івана Франка, директор Інституту суспільних наук АН УРСР. Автор великої кількості наукових досліджень про українську козацьку державність та Богдана Хмельницького, низки підручників з історії України. Діяч НТШ. 

## Життєпис
Народився 25 червня 1886 року у Львові у сім'ї священика УГКЦ о. Петра Франца Крип'якевича. Отець-доктор (теології) Петро Крип'якевич народився 1857 року, висвячений 1885, був адміністратором парафії святих Петра і Павла у Львові (1887-91), у Гнилицях поблизу Збаража, в 1895—1914 роках професором гімназії у Львові.
Спочатку навчали вдома батьки, потім вчителі. Перебуваючи в Гнилицях у дитинстві, навчився від сільських дітей, головно сина диякона Якова Зайця, руської мови, писати і читати у вчителя, диякона Дмитра Пічута. Вдома з братом розмовляли польською. У 1896—1904 роках навчався в гімназії з польською мовою викладання. Єдиний предмет українською — уроки греко-католицької релігії — викладав батько. Також батько вів у сина надобов'язкові уроки української мови (2 год), одним з вчителів був Станіслав Людкевич.
У 1904—1909 роках навчався на філософському факультеті Львівського університету. В студентські роки брав активну участь у боротьбі за український університет, стояв на поміркованих позиціях, займався культурно-освітньою діяльністю. Зокрема, брав участь у протесті 23 січня 1907 року після провокації секретаря вишу Алоїза Віняжа, після прибуття поліції був затриманий, склали протокол, відпустили. 1 лютого за вказівкою намісника Анджея Потоцького був ув'язнений зі звинуваченням у порушенні громадського спокою (спочатку інкримінували тероризм). Голодував 4 доби разом з іншими на знак протесту. Після значного резонансу в Західній Європі уряд розпорядився випустити на волю.
Від 1905 року почав друкувати свої наукові статті у періодичному виданні Наукового Товариства імені Тараса Шевченка — «Записки НТШ» (з 1934 — редактор). 1908 року організував «Просвітній кружок», тісно співпрацював з «Просвітою». Наукову діяльність розпочав під керівництвом Михайла Грушевського, став одним з найвидатніших його учнів.
За його спогадами, вплив на формування його особистості мали Осип Назарук (найбільший), Богдан Бачинський. Василь Панейко — на першому місці серед знайомих, листувався з Мироном Кордубою.
Педагогічну діяльність розпочав у приватній Рогатинській гімназії імені Володимира Великого у 1909 році, куди його запросили парох о. Кудрик (старший) та її директор Михайло Галущинський.
У 1910 році працював професором новоутвореної реальної української гімназії імені Маркіяна Шашкевича у Буську.
1911 року захистив докторську дисертацію та тему «Козаччина і Баторієві вольності», і незабаром був обраний дійсним членом НТШ. Викладав історію в Академічній гімназії у Львові (1912—1914), згодом — в гімназіях Рогатина і Жовкви. Багато співпрацював в українських періодичних виданнях, що видавалися в Західній Україні — «Письма з Просвіти», «Молода Україна», «Літературно-Науковий Вісник» та багатьох ін., редагував журнал «Дзвіночок» (1911—1914) та «Ілюстрована Україна» (1913—1914). Із початком першої світової війни (від мобілізації вчений був звільнений через поганий зір) українські школи було закрито й доводилося перебиватись випадковими журналістськими заробітками.
У 1918—1919 роках — приват-доцент Кам'янець-Подільського державного українського університету, але хвороба на тиф так і не дала змоги зайняти цю посаду. В міжвоєнний період плідно займався науково-педагогічною роботою.
У 1921—1924 роках — професор Львівського (таємного) Українського Університету (секретар сенату університету), у 1934—1939 роках викладав історію України у Львівській Богословській Академії (нині Український католицький університет (УКУ)), тісно співпрацював з Науковим Товариством імені Тараса Шевченка (від 1920-го був секретарем історичної секції, 1924 редагував «Записки НТШ», від 1934 — голова історичної секції).
У 1920—1930-х роках вів широку національно-громадську роботу. У 1921—22 роках працював у Комітеті охорони військових могил, який займався пошуком і впорядкуванням українських стрілецьких могил у Галичині, у 1923—1925 роках брав участь у роботі туристично-краєзнавчого товариства «Плай», співпрацював з журналом «Політика» (1925—1926). Від жовтня 1939 року Крип'якевич — завідувач кафедри історії України, професор (від 1941 року) Львівського державного університету імені Івана Франка.
У роки нацистської окупації працював редактором наукових видань «Українського видавництва» у Львові.
У повоєнний час був звинувачений в «українському буржуазному націоналізмі» і зазнав переслідувань. 1946 року Іван Крип'якевич разом із частиною львівських науковців депортований до Києва. Деякий час займав посаду старшого наукового співробітника Інституту історії України АН УРСР.
У травні 1948 року дістав можливість повернутися до Львова. 1951 року очолив відділ Інституту суспільних наук АН УРСР у Львові, у 1953—1962 роках — директор цього інституту (нині — Інститут українознавства імені І. Крип'якевича НАН України). 18 листопада 1958 року обраний дійсним членом АН УРСР. У жовтні 1961 року професор Крип'якевич указом Президії ВР УРСР удостоєний почесного звання заслуженого діяча науки і техніки УРСР.
Помер 21 квітня 1967 року у Львові, похований на Личаківському цвинтарі (поле № 59). Пам'ятник на могилі, стелу з постаттю староруського воїна зі щитом у стилізованій брамі міста, створили скульптор Теодозія Бриж та архітектор Лариса Скорик.

### Сім'я
Був одружений з Марією Осипівною Сидорович (1887—1967), рідною сестрою мистецтвознавиці Савини Сидорович. У подружжя Крип'якевичів народилося двоє синів — Петро-Богдан та Роман.

### Вшанування пам'яті

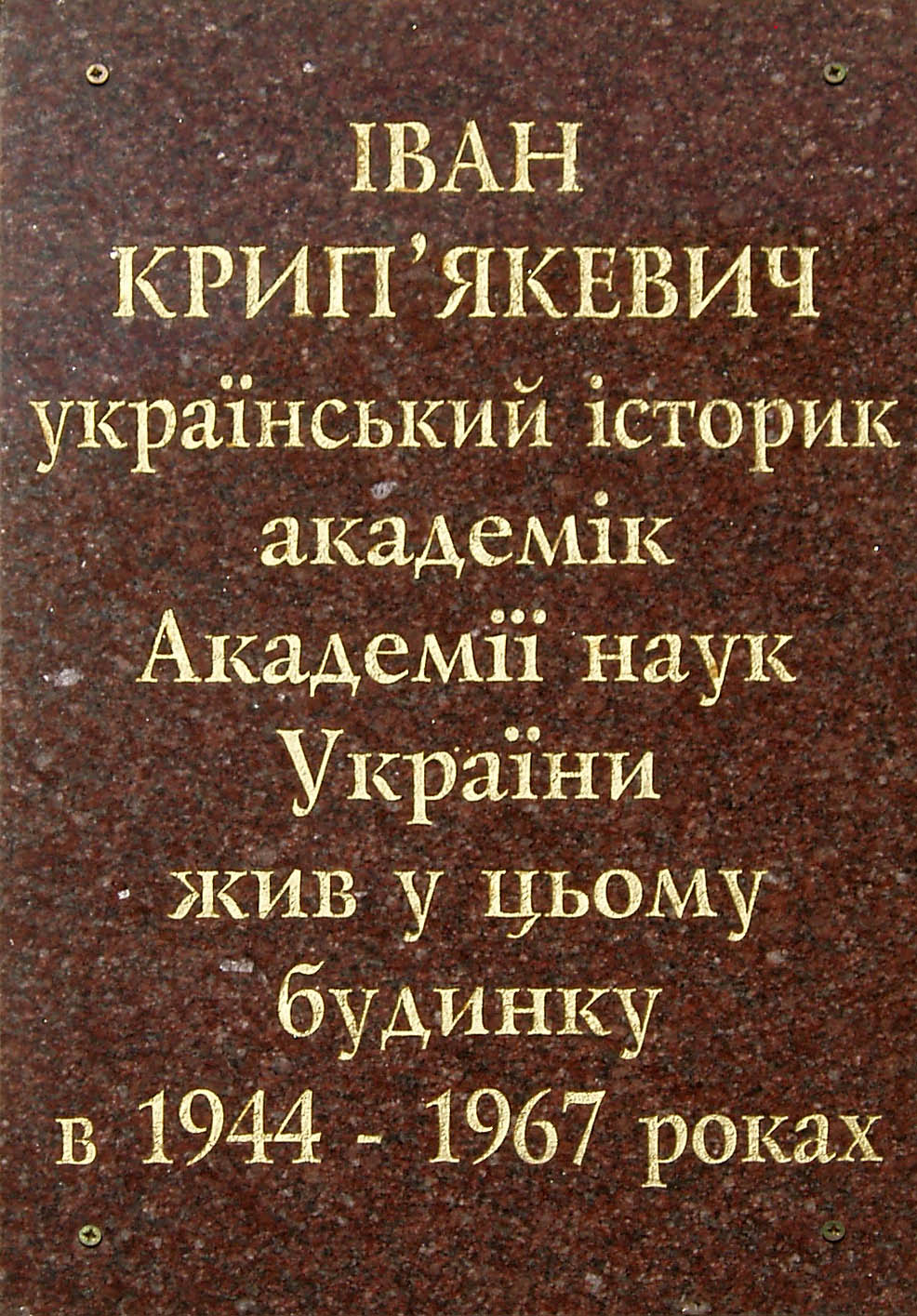
Пам'ятна таблиця І. Крип'якевичу
(вул. Острозького, 7)

На честь Івана Крип'якевича названо вулиці у багатьох містах і селах України, зокрема, у Львові, Винниках, Володимирі, Калуші, Кам'янці-Подільському, Костополі, Пустомитах, Стрию, а також провулок у Первомайську, Миколаївської області. 
У січні 1993 року Інститут суспільних наук АН УРСР, який Іван Крип'якевич очолював у 1953—1962 роках перейменований на Інститут українознавства імені І. Крип'якевича НАН України з увічненням у назві інституту прізвища видатного українського історика.
На фасаді будинку, що на вулиці Острозького, 7 у Львові встановлено пам'ятну таблицю з написом: «І. Крип'якевич, український історик, академік Академії наук України жив у цьому будинку в 1944—1967 роках».
21 квітня 2017 року у Львівській національній науковій бібліотеці України імені Василя Стефаника відкрили меморіальний музей пам'яті Івана Крип'якевича.

## Праці
Під псевдонімом «Іва́н Хо́лмський» синтетичний виклад історії України (доведений до 1914 року), переданий «Українському Видавництву» і виданий 1949 року в Мюнхені накладом Наукового Товариства імені Шевченка (серія «Бібліотека Українознавства», ч. 2):
- Холмський І. Iсторiя України. — Мюнхен : Українське Видавництво, 1949. — 364 с.

Найважливіші історичні праці Крип'якевича присвячені періоду козаччини і Хмельниччини — «Матеріали до історії української козаччини» (1914), «Студії над державою Б. Хмельницького» (1925—1931), «Богдан Хмельницький» (1954) та інші.
Крип'якевич — автор багатьох праць з історіографії («Українська історіографія», 1923); археології, сфрагістики, історії культури («Історія української культури», 1937); численних науково-популярних нарисів з історії України: «Історія України [Архівовано 13 грудня 2014 у Wayback Machine.]» (1920), «Велика історія України» (1935), «Запорозьке Військо» (ч. ІІ з «Історії українського війська», 1936); та підручників «Оповідання з історії України», «Коротка історія України для початкових шкіл» (1918), «Огляд історії України: Repetitorium для вищих класів середніх шкіл та вчительських курсів [Архівовано 14 травня 2015 у Wayback Machine.]» (1919), «Історичні проходи по Львові [Архівовано 28 квітня 2007 у Wayback Machine.]» (1932, перевидання 1991 р.) та інші.

### Вибрані праці
- Матеріали до історії української козаччини, т 1. Документи по рік 1631. W: Жерела до історії України-Руси, т. 8 [Архівовано 6 лютого 2015 у Wayback Machine.]. Львів, 1908 (редактор і автор статті Козаччина і Баторієві вольності);
- Студії над державою Богдана Хмельницького. — ЗНТШ, 1913, т. 117–118 [Архівовано 25 квітня 2015 у Wayback Machine.]; 1925, т. 138–140 [Архівовано 25 квітня 2015 у Wayback Machine.] (І. Рада. II. Генеральна старшина); 1926, т. 144–145 [Архівовано 25 квітня 2015 у Wayback Machine.]; 1927, т. 147 [Архівовано 25 квітня 2015 у Wayback Machine.]; 1931, т. 151 [Архівовано 25 квітня 2015 у Wayback Machine.];
- Львівська Русь в першій половині XVI століття. — ЗНТШ, 1907. т. 78 [Архівовано 25 квітня 2015 у Wayback Machine.]
- Археографічні праці Миколи Костомарова. — ЗНТШ, 1918. т. 126—127 [Архівовано 25 квітня 2015 у Wayback Machine.] і окремі вид.;
- Український державний скарб за Богдана Хмельницького. — ЗНТШ, 1920. т. 130 [Архівовано 25 квітня 2015 у Wayback Machine.].
- Ставропігійська літографія в рр. 1847—1854, т. 1. — Львів, 1921.
- Історія козаччини [Архівовано 6 лютого 2015 у Wayback Machine.]. (2-ге вид. — 1934). — Львів, 1922.
- До історії Українського Державного архіву в XVII ст. — ЗНТШ, 1924, т. 134–135 [Архівовано 25 квітня 2015 у Wayback Machine.].
- Мемуари українців XIII—XVII ст. — № 9–10. — Львів, 1924.
- Нарис історії українського ловецтва до кінця XVIII в. [Архівовано 6 лютого 2015 у Wayback Machine.]. — Львів, 1925.
- Середньовічні монастирі в Галичині. «Записки Чину святого Василя Великого». Вип. 1—2. 1926.
- Остафій Астаматій (Остаматенко), український посол у Туреччині 1670-х рр. — Кн. 6 (31). — «Україна», 1928.
- Коротка історія Зборова до початку XIX в. — Львів, 1929.
- 3 пограничної українсько-московської переписки 1649—1651 р. — ЗНТШ, 1929, т. 150 [Архівовано 25 квітня 2015 у Wayback Machine.].
- З історії Гуцульщини. — Львів, 1929; Історичні проходи по Львові. — Львів, 1932; 1991; 2007.
- Історія українського війська. [Архівовано 6 лютого 2015 у Wayback Machine.] — Львів, 1936; — Вінніпег, 1953; Львів.
- Князь Ярослав Осмомисл (1158—1187). — Львів, 1937.
- Історія української колонізації, т. 1. — Львів, 1938.
- Зв'язки Західної України з Росією до середини XVII ст.: Нариси. — К., 1953.
- Богдан Хмельницький. К., 1954 (2-ге вид. — Львів, 1990) [Архівовано 6 лютого 2015 у Wayback Machine.].
- Львів княжих часів. В кн.: Нариси історії Львова. — Львів, 1956.
- Бібліографія історії України в дожовтневий період. № 5. — «УІЖ», 1958.
- Стан і завдання української сфрагістики. № 1. — «УІЖ», 1959.
- Документи Богдана Хмельницького (1648—1657) [Архівовано 6 лютого 2015 у Wayback Machine.]. — К., 1961 (співупорядник).
- З історії Гуцульщини / др. Іван Крипякевич. — Львів: Неділя, 1929. — 38 с. — (Наш рідний край: Історико-краєзнавча книгозбірня ; Рік 1, ч. 4). [Архівовано 4 серпня 2020 у Wayback Machine.]
- Княжий город Галич / написав І. Крипякевич. — Львів: Накладом т-ва «Просвіта» у Львові, 1923. — 15, 1 с. — (Історична бібліотека П«росвіти» ; ч. 2). [Архівовано 7 червня 2019 у Wayback Machine.]
- Львів: його минувшина й теперішність / написав Іван Крипякевич. — Львів: Накладом тов. «Львів. Русь», 1910. — 64 с. [Архівовано 4 серпня 2020 у Wayback Machine.]
- Джерела з історії Галичини періоду феодалізму (до 1772 р.). — К., 1962.
- Літописи XVI—XVIII ст. в Галичині // Історичні джерела та їх використання. — 1964. — № 1. — С. 63—80.
- Адміністративний поділ України 1648—1654, вип. 2.  — К., 1966.
- До питання про національну самосвідомість українського народу наприкінці XVI — на початку XVII ст. № 12. — «УІЖ», 1966.
- Нарис методики історичних досліджень. № 2—4, 7—10. — «УІЖ», 1967.
- До питання про герб Львова // Архіви України. № 1. — К., 1968.
- Галицько-Волинське князівство [Архівовано 6 травня 2015 у Wayback Machine.]. — К., 1984; Львів, 1999.
- Історико-філософічна секція НТШ під керівництвом М. Грушевського у 1894—1913 рр. [Архівовано 6 лютого 2015 у Wayback Machine.]. Т. 222. — ЗНТШ, 1991.
- Історія України [Архівовано 6 лютого 2015 у Wayback Machine.] / Відп. редактори Ф. П. Шевченко, Б. 3. Якимович — Львів: Світ, 1990.
- Полуднева Україна в часи Хмельниччини [Архівовано 6 лютого 2015 у Wayback Machine.]. «Український археографічний збірник». Вип. 2. — К., 1993.
- Львівська Русь у першій половині XVI ст.: Дослідження і матеріали [Архівовано 5 січня 2016 у Wayback Machine.]. — Львів, 1994 (Львівські історичні праці, Джерела. вил. 2). Зміст: Львівська Русь у першій половині XVI століття (репринт видання 1907 р.), матеріали до історії Львівської Русі (1460—1550).
- Універсали Богдана Хмельницького. 1648—1657 / Національна академія наук України, Інститут історії України; упорядники І. Крип'якевич, І. Бутич; редакційна колегія В. Смолій та ін. — Київ : Альтернативи, 1998. — 383 с. — (Матеріали до українського дипломатарію. Серія 1 «Універсали українських гетьманів») — ISBN 966-7217-53-1..
- Іван Федорович — перший український друкар: в пам'ять 350-ліття появи першої української друкованої книжки у Львові / написав Іван Крипякевич. – Львів: Накладом Т-ва «Просвіта», 1924. — 7 с. — (Історична бібліотека «Просвіти»; ч. 6).